# آرنا (گروه موسیقی)
آرِنا (به انگلیسی: Arena) یک گروه موسیقی نئو-پراگرسیو راک انگلیسی است که در سال ۱۹۹۵ تأسیس شد و به عنوان یکی از نخستین و مهم‌ترین نمایندگان این سبک موسیقی محسوب می‌شود. آرنا با آثاری پراز تنوع، اجراهای زنده پرانرژی و ترکیب المان‌های مختلف موسیقی به عنوان یک گروه برجسته در صحنهٔ موسیقی پراگرسیو راک شناخته می‌شود. سبک آنها از سمفونیک تا هارد راک متغیر است.

## تاریخچهٔ شکل‌گیری و تأسیس
گروه آرنا در سال ۱۹۹۵ توسط دو هنرمند معروف پراگرسیو راک، یعنی کلایو نولان، کیبوردیست پندراگون و شادولند و میک میک پوینتر درامر اصلی ماریلیون تأسیس شد. این دو هنرمند پیشتازان موسیقی پراگرسیو بودند و تصمیم به تشکیل یک گروه جدید با تمرکز بر ترکیب المان‌های پیچیدهٔ موسیقی، تکنیک‌های نوازندگی برجسته و ترکیب المان‌های راک و کلاسیک گرفتند.
دیگر اعضای مؤسس گروه کیت مور گیتاریست، جان کارسون خواننده و کلیف اورسی نوازنده بیس بودند. اورسی توسط جان جوویت (از آی‌کیو) در سال افتتاحیه گروه جایگزین شد، در حالی که کارسون و مور در سال‌های ۱۹۹۶ و ۱۹۹۷ گروه را ترک کردند و به ترتیب پل رایتسون و جان میچل (از فراست*) جایگزین شدند.
جوویت و رایتسون هر دو گروه را در سال ۱۹۹۸ ترک کردند و ایان سالمون و راب سودن جایگزین آنها شدند و پایدارترین ترکیب گروه را تا به امروز (از ۱۹۹۸ تا ۲۰۱۰) ایجاد کردند. این ترکیب با جایگزینی پاول مانزی به جای سودن در سال ۲۰۱۰ به پایان رسید. در سال ۲۰۱۱، جوویت دوباره به گروه ملحق شد تا جایگزین سالمون در حال خروج شود، و در سال ۲۰۱۴ دوباره به گروه پیوست و کیلان آموس جایگزین او شد. در ژوئیه ۲۰۲۰، دامیان ویلسون جایگزین مانزی شد.
بیشتر اشعار گروه توسط نولان نوشته شده‌است، اگرچه پوینتر در دو آلبوم اول اشعار Sirens و دیگر آهنگ‌ها را به همراه داشت.
از نظر موسیقی، سبک گروه از سمفونیک تا هارد راک متغیر است. در حالی که در ابتدا گروه شبیه به ماریلیون «قدیمی» از دوران فیش بود، برخی از آلبوم‌های اخیر گروه صدایی مشابه با گروه قبلی نولان، شادولند دارند.

### شکل‌دهی به سبک موسیقی
گروه آرنا در اثر تجربیات و استعدادهای موسیقایی اعضا، توانست سبک خود را با ادغام المان‌های مختلف موسیقی ایجاد کند. آثار آرنا معمولاً دارای ترکیبی از موسیقی پراگرسیو، راک، کلاسیک و المان‌های ملودیک هستند. این ترکیبات به آهنگ‌های پیچیده و غنی در ساختار اجراها و ترکیب‌های صدایی منجر می‌شوند که به‌طور یکنواخت از ابتکارات هنری آرنا نمایانگر سبک گروه است.
گروه آرنا تاکنون آلبوم‌های استودیویی متعددی منتشر کرده‌است که بسیاری از آنها توانسته‌اند مخاطبان و منتقدان را جلب کنند. برخی از آلبوم‌های معروف آرنا عبارت‌اند از:
1. The Visitor (۱۹۹۸): این آلبوم به عنوان آلبوم اول گروه منتشر شد و توانست توجه زیادی از طرفداران پراگرسیو راک به خود جلب کند.
2. Immortal? (۲۰۰۰): آلبوم دوم گروه که توانست با موسیقی پیچیده، ترکیبات متنوع و اجراهای قوی به خوانندگان تأثیر گذار باشد.
3. Contagion (۲۰۰۳): این آلبوم با ترکیب‌های متفاوت از راک، پروگرس و المان‌های ملودیک به عنوان یکی از مهم‌ترین آلبوم‌های گروه شناخته می‌شود.

### تأثیرات و موقعیت در صحنهٔ موسیقی
گروه آرنا به عنوان یکی از پیشگامان پراگرسیو راک معاصر شناخته می‌شود و توانسته به توسعه و پیشرفت این سبک موسیقی کمک کند. آثار آرنا با ترکیب المان‌های مختلف موسیقی و تلاش برای خلق اجراهای تأثیرگذار، به عنوان یکی از گروه‌های مهم و مورد توجه در دنیای موسیقی پراگرسیو راک محسوب می‌شوند.
آل موزیک آنها را یکی از گروه‌های نئوپراگ غالب دهه ۱۹۹۰ نامید.

## پرسنل
اعضای کنونی
- کلایو نولان – کیبورد، بک وکال (۱۹۹۵-اکنون)
- میک پوینتر – درام (۱۹۹۵-اکنون)
- جان میچل – گیتار، بک وکال (۱۹۹۷-اکنون)
- کیلان آموس – باس (۲۰۱۴-اکنون)
- دامیان ویلسون – خواننده اصلی (۲۰۲۰-اکنون)

اعضای سابق
- جان کارسون - خواننده اصلی (۱۹۹۵–۱۹۹۶)
- کلیف اورسی – باس (۱۹۹۵–۱۹۹۶)
- کیت مور – گیتار، بک وکال (۱۹۹۵–۱۹۹۷)
- جان جوویت – باس، بک خواننده (۱۹۹۶–۱۹۹۹، ۲۰۱۰–۲۰۱۴)
- پل رایتسون - خواننده اصلی (۱۹۹۶–۱۹۹۹)
- ایان سالمون – باس (۱۹۹۹–۲۰۱۰)
- راب سودن - خواننده اصلی (۱۹۹۹–۲۰۱۰)
- پل مانزی – خواننده اصلی (۲۰۱۰–۲۰۲۰)[۳]

## دیسکوگرافی

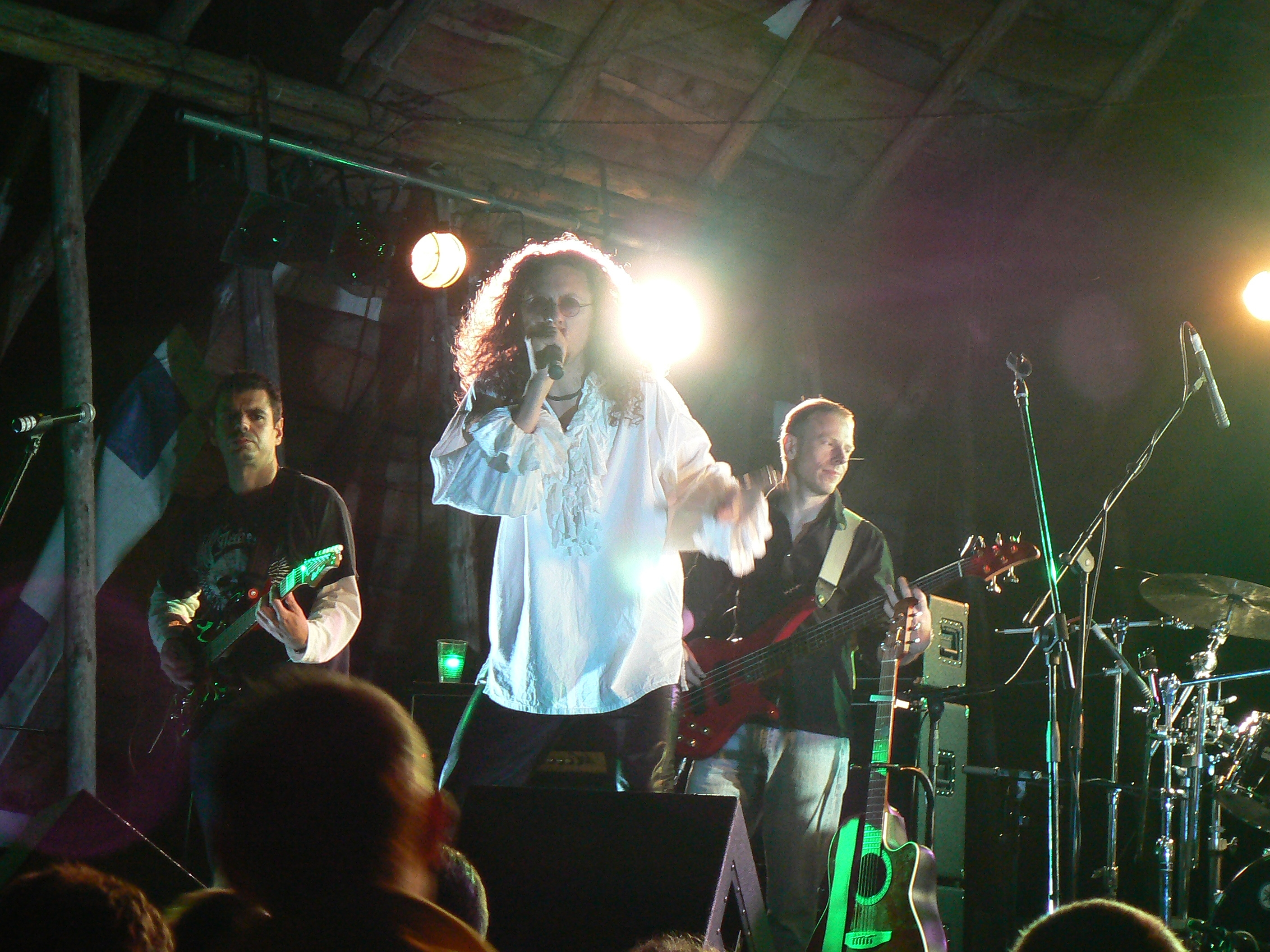
آرنا در جشنواره بالتیک پروگ ۲۰۰۷ در لیتوانی

### آلبوم‌های استودیویی
- آهنگ‌هایی از قفس شیر (۱۹۹۵)
- غرور (۱۹۹۶)
- بازدید کننده (۱۹۹۸)
- جاویدان؟ (۲۰۰۰)
- سرایت (۲۰۰۳)
- روح فلفل (۲۰۰۵)
- درجه هفتم جدایی (۲۰۱۱)
- آسمان ناآرام (۲۰۱۵)
- چشم‌انداز دوگانه (۲۰۱۸)
- نظریه وراثت مولکولی (۲۰۲۲)

### آلبوم‌های زنده
- به صحنه خوش آمدید (۱۹۹۷)
- صبحانه در بیاریتز (۲۰۰۱)
- Live & Life (۲۰۰۴)
- Arena: Live (۲۰۱۳)
- عرصه: XX (۲۰۱۶)

### ای‌پی‌ها
- ویرایش‌ها (۱۹۹۶)
- گریه (۱۹۹۷)
- مسری (۲۰۰۳)
- کانتاگیوم (۲۰۰۳)

### آلبوم‌های گردآوری شده
- ده سال بعد (۲۰۰۶)

### فیلم‌ها / دی وی دی‌ها
- گرفتار در قانون (۲۰۰۳) (زنده)
- Smoke & Mirrors (۲۰۰۶) (زنده)
- Rapture (۲۰۱۱) (زنده)
- Arena: XX (۲۰۱۶) (زنده)
- Re-Visited (۲۰۱۸) (زنده)

### فن‌کلوپ
- خوش برگشتی! به صحنه (۱۹۹۷)
- بازدید کننده دوباره (۱۹۹۹)
- باز کردن قفس (۲۰۰۰)
- درخشندگی (۲۰۰۳)